# هنریک باخچینیان
هنریک گریگوری باخچینیان (ارمنی: Հենրիկ Գրիգորի Բախչինյան؛  زادهٔ ۱۷ فوریهٔ ۱۹۴۸) تاریخ‌نگار ادبی، مترجم و استاد دانشگاه اهل ارمنستان است.

## زندگی‌نامه
وی در ۱۷ فوریهٔ ۱۹۴۸ در تفلیس به دنیا آمد و از دانشگاه دولتی ایروان (۱۹۷۰) و انستیتو ادبیات فرهنگستان ملی علوم ارمنستان (۱۹۷۳) فارغ‌التحصیل گشت. وی عضو اتحادیه نویسندگان ارمنستان می‌باشد و در انستیتو ادبیات فرهنگستان ملی علوم ارمنستان، فرهنگستان دولتی تئاتر سوندوکیان، دانشگاه دولتی ایروان و موزه هنر و ادبیات چارنتس فعالیت می‌کند. همچنین برندهٔ جوایزی همچون مدال طلای وزارت فرهنگ جمهوری ارمنستان شده‌است.